# Načešice

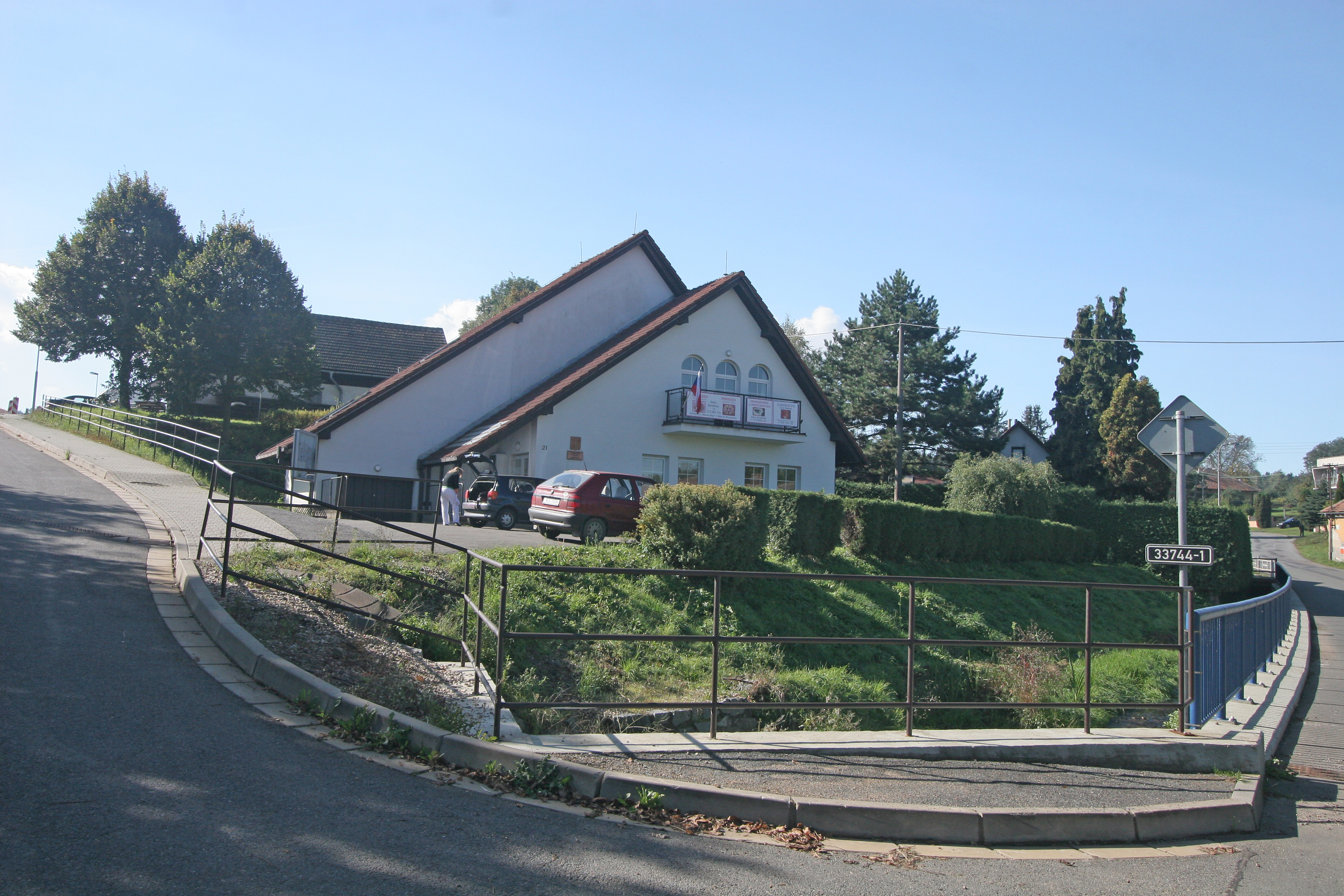
Gemeindeamt

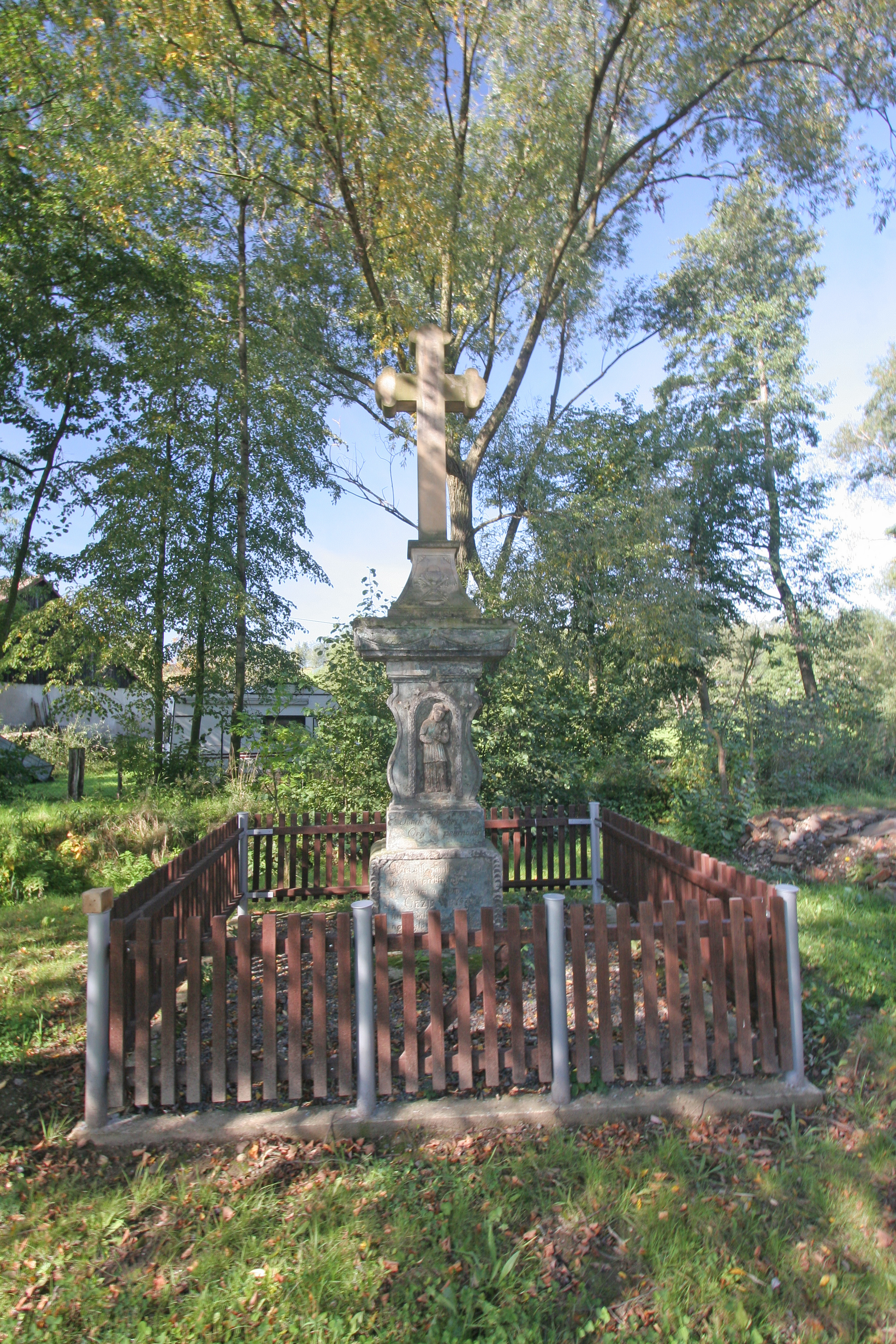
Kreuz am Spritzenhaus in Načešice

Načešice (deutsch Natscheschitz, 1939–45 Nateschitz) ist eine Gemeinde in Tschechien. Sie liegt drei Kilometer westlich von Heřmanův Městec und gehört zum Okres Chrudim.

## Geographie
Načešice befindet sich im Tal des Baches Jeníkovický potok im Eisengebirge (Železné hory).
Nachbarorte sind Horní Raškovice und Dolní Raškovice im Norden, Klešice, Průhon und Heřmanův Městec im Nordosten, Konopáč und Vlastějov II im Osten, Kostelec u Heřmanova Městce und Tasovice im Südosten, Vlastějov und Vyžice im Süden, Slavkovice, Licoměřice und Habřiny im Südwesten, Licomělice, Hošťalovice und Holotín im Westen sowie Na Skalkách, V Koži, Rašovy, V Pazderně und Stojice im Nordwesten.

## Geschichte
Die erste urkundliche Erwähnung von Naczessice, Licomělice und Heřmanův Městec erfolgte 1382 als Besitz des Heřman von Mrdice. Seit 1383 ist ein Ješek von Načešice, genannt Načeš nachweislich. Die in Diensten der Lichtenburger Burggrafen stehenden Edelknechte (zemany) von Načešice waren Besitzer eines Freigutes. König Wenzel IV. erteilte dem Gut 1410 das Heimfallrecht. Die Zemany von Načešice lassen sich bis 1438 nachweisen, das Freigut erlosch in dieser Zeit. Seit dem 15. Jahrhundert gehörte Načešice zu den Gütern der Lichtenburg. Im 16. Jahrhundert waren die Herren Trčka von Lípa Grundherren von Načešice. 1577 wurde Načešice dem Gut Stolany zugeordnet. Seit dem Anfang des 17. Jahrhunderts war Načešice Sitz eines Richters, dem auch die Dörfer Licomělice und Raškovice unterstanden. 1608 verkaufte Kaiser Rudolf II. das Gut Stolany an Ladislaus Berka von Dubá, der es mit dem Gut Heřmanùv Městec vereinte. Während des Dreißigjährigen Krieges erlebte Načešice einen Niedergang. Nach dem Tod des kinderlosen Johann Dietrich Berka von Dubá fiel die Herrschaft Heřmanův Městec mit dem Gut Stolany 1636 dessen Schwester Anna Maria Josephine von Khysl zu. Sie setzte in der Herrschaft mit harter Hand die Rekatholisierung durch, so dass etliche der protestantischen Bewohner ihre Heimat als Exulanten verließen. Die berní rula verzeichnet 1653 für Načešice zehn Bauern, einen Chalupner sowie drei ruinierte Gehöfte. 1661 verkaufte Anna von Khysl die Herrschaft an Johann von Sporck. 1789 standen in Načešice 33 Häuser. Nach dem Tod des Johann Wenzel von Sporck wurde die Herrschaft 1798 an Philipp Anton von Greiffenclau verkauft, ab 1828 gehörte sie den Fürsten Kinsky. 1826 bestand das Dorf aus 43 Häusern und hatte 289 Einwohner.
Im Jahre 1833 bestand das im Chrudimer Kreis gelegene Dorf Natscheschitz bzw. Načežice aus 50 Häusern, in denen 349 Personen lebten. Sieben der Häuser gehörten zur Stadtgemeinde Heřmanmiestetz. Pfarrort war Heřmanmiestetz. Bis zur Mitte des 19. Jahrhunderts blieb Natscheschitz der Allodialherrschaft Heřmanmiestetz bzw. der dortigen Stadtgemeinde untertänig.
Nach der Aufhebung der Patrimonialherrschaften bildete Načešice ab 1849 mit dem Ortsteil Raškovice eine Gemeinde im Gerichtsbezirk Chrudim. Ab 1868 gehörte die Gemeinde zum politischen Bezirk Chrudim. 1890 bestand Načešice einschließlich Raškovice aus 71 Häusern und hatte 552 Einwohner. Vlastějov wurde Ende des 19. Jahrhunderts von Heřmanův Městec nach Načešice umgemeindet. Raškovice wurde zu dieser Zeit in Dolní Raškovice umbenannt und bildete ab den 1920er Jahren eine eigene Gemeinde. Im Jahre 1900 lebten in Načešice 426 Personen. Im Jahr 1964 erfolgte die Eingemeindung von Licomělice (mit Habřiny). Zwischen 1976 und 1990 gehörten auch Slavkovice und Vyžice als Ortsteil zu Načešice. Ende der 1870er Jahre wurden in Načešice ein Sportplatz und ein Kindergarten errichtet. Zwischen 1979 und 1983 entstand das neue Feuerwehrhaus und 1987 ein ausbetonierter Löschwasserteich. 1993 begann der Bau der neuen Einfamilienhaussiedlung Obicka. Die Gemeindeverwaltung bezog im Jahr 2001 ein neuerrichtetes Gebäude, das alte Gemeindeamt wurde der Freiwilligen Feuerwehr überlassen.

## Gemeindegliederung
Die Gemeinde Načešice besteht aus den Ortsteilen Licomělice (Litzomielitz) und Načešice (Natscheschitz), die zugleich auch Katastralbezirke bilden. Zu Načešice gehören außerdem die Ortslage Obicka sowie die Wohnplätze Habřiny (Habrina) und Vlastějov (Wlastejow).

## Sehenswürdigkeiten
- Steinernes Kreuz am Spritzenhaus in Načešice
- Hölzernes Flurkreuz am östlichen Ortsausgang von Načešice
- Teich Vlastějovský rybník bei Vlastějov
- Steinernes Kreuz in Licomělice
- Gefallenendenkmal in Licomělice
- Burgstall Stoupec, südwestlich von Licomělice